# Malgobek
Malgobek (in russo Малгобек?; in inguscio: Магӏалбике, Mağalbike) è una città della Russia meridionale, situata in Inguscezia, una delle Repubbliche autonome della Federazione Russia. La città sorge a circa 45 chilometri da Magas e nel 2006 ospitava una popolazione di circa 43.000 abitanti. Fondata nel 1935 dall'unione di due precedenti villaggi, ha ricevuto lo status di città nel 1939 ed è capoluogo del Malgobekskij rajon.